# Pedaliodes poetica
Pedaliodes poetica är en fjärilsart som beskrevs av Otto Staudinger 1894. Pedaliodes poetica ingår i släktet Pedaliodes och familjen praktfjärilar. Inga underarter finns listade i Catalogue of Life.